# Хейл, Джордж Эллери
Джордж Эллери Хейл (англ. George Ellery Hale; 29 июня 1868, Чикаго, Иллинойс — 21 февраля 1938) — американский астроном, изобретатель спектрогелиографа.
Член Национальной академии наук США (1902), иностранный член Лондонского королевского общества (1909), иностранный член-корреспондент Российской академии наук (1924).

## Биография
Родился 29 июня 1868 года в Чикаго. В 1890 году окончил Массачусетский технологический институт. В 1888—1891 годах проводил наблюдения в собственной небольшой обсерватории. В 1892—1905 годах работал в Чикагском университете (с 1897 года — профессор, в 1895—1905 годах — первый директор Йеркской обсерватории в Уильямс-Бэй близ Чикаго). В 1904 году Хейл организовал обсерваторию Маунт-Вилсон (штат Калифорния) института Карнеги в Вашингтоне и до конца 1923 года был её директором (с 1923 года — почётным директором).
Умер в Пасадине (шт. Калифорния) 21 февраля 1938 года.

## Научная деятельность
Работы Хейла посвящены физике Солнца и звёзд. В 1889 году Хейл изобрёл спектрогелиограф — прибор, позволяющий фотографировать хромосферу Солнца вне затмений. В 1892 году впервые с помощью этого прибора получил фотографии протуберанцев и кальциевых флоккулов. 
Исследовал последние на разных уровнях атмосферы Солнца с целью изучения циркуляционных процессов. Хейл высказал предположение о наличии сильных магнитных полей в солнечных пятнах, а затем доказал их наличие с помощью опытов по зеемановскому расщеплению спектральных линий (1908).Это было первым открытием внеземного магнитного поля. Хейл также выполнил первые эксперименты, связанные с обнаружением общего магнитного поля Солнца.
Большое значение для развития астрономии в США имела организационная деятельность Хейла. Он убедил чикагского трамвайного магната Чарлза Йеркса (прототип главного героя трилогии Т. Драйзера «Финансист» — «Титан» — «Стоик») финансировать строительство самого крупного в мире 40-дюймового рефрактора. Строительство рефрактора и обсерватории (названной Йеркской) было завершено в 1897 году. 
В 1904 году Хейлу удалось получить от Института Карнеги в Вашингтоне средства для создания солнечной обсерватории на горе Вилсон в Калифорнии. Обсерватория Маунт-Вилсон как и Йеркская, основывалась на новом для астрономии принципе — она была не только наблюдательным учреждением, но и крупной физической лабораторией. 
Уже в 1905 году в обсерватории Маунт-Вилсон был установлен первый солнечный телескоп и построена небольшая лаборатория; в 1908 году построен 60-футовый; в 1912—150-футовый башенные солнечные телескопы. В 1928 году Хейл начал активно осуществлять идею создания 200-дюймового телескопа. Строительство этого рефлектора на горе Паломар вблизи обсерватории Маунт-Вилсон было завершено в 1948 году, и он был назван именем Хейла.
Хейл был также инициатором создания Калифорнийского технологического института, ставшего одним из самых известных учебных и научно-исследовательских центров США.
В 1895 году вместе с Джеймсом Килером основал журнал The Astrophysical Journal и был его редактором до 1935 года.
В честь Хейла назван астероид (1024) Хейл, открытый в 1923 году.

## Награды и признание
- 1894 — Медаль Жансена от Французской академии наук
- 1902 — Премия Румфорда от Американской академии искусств и наук
- 1904 — Медаль Генри Дрейпера от Национальной академии наук США
- 1904 — Золотая медаль Королевского астрономического общества
- 1916 — Медаль Кэтрин Брюс от Тихоокеанского астрономического общества
- 1917 — Премия Жюля Жансена от Французского астрономического общества
- 1920 — Медаль Галилео от Флорентийского университета
- 1921 — Актонийская премия[англ.] от Королевского института в Лондоне
- 1926 — Медаль Эллиота Крессона от Института Франклина
- 1926 — Arthur Noble Medal от города Пасадена
- 1927 — Медаль Франклина от Института Франклина
- 1932 — Медаль Копли от Королевского общества Великобритании
- 1935 — Медаль Фредерика Айвса от Оптического общества
- Medal of Merit of the Order of Leopold from Belgium
- Орден Короны Италии
- Почётный член Венской академии наук